# Haus Sternheim (Hannover)

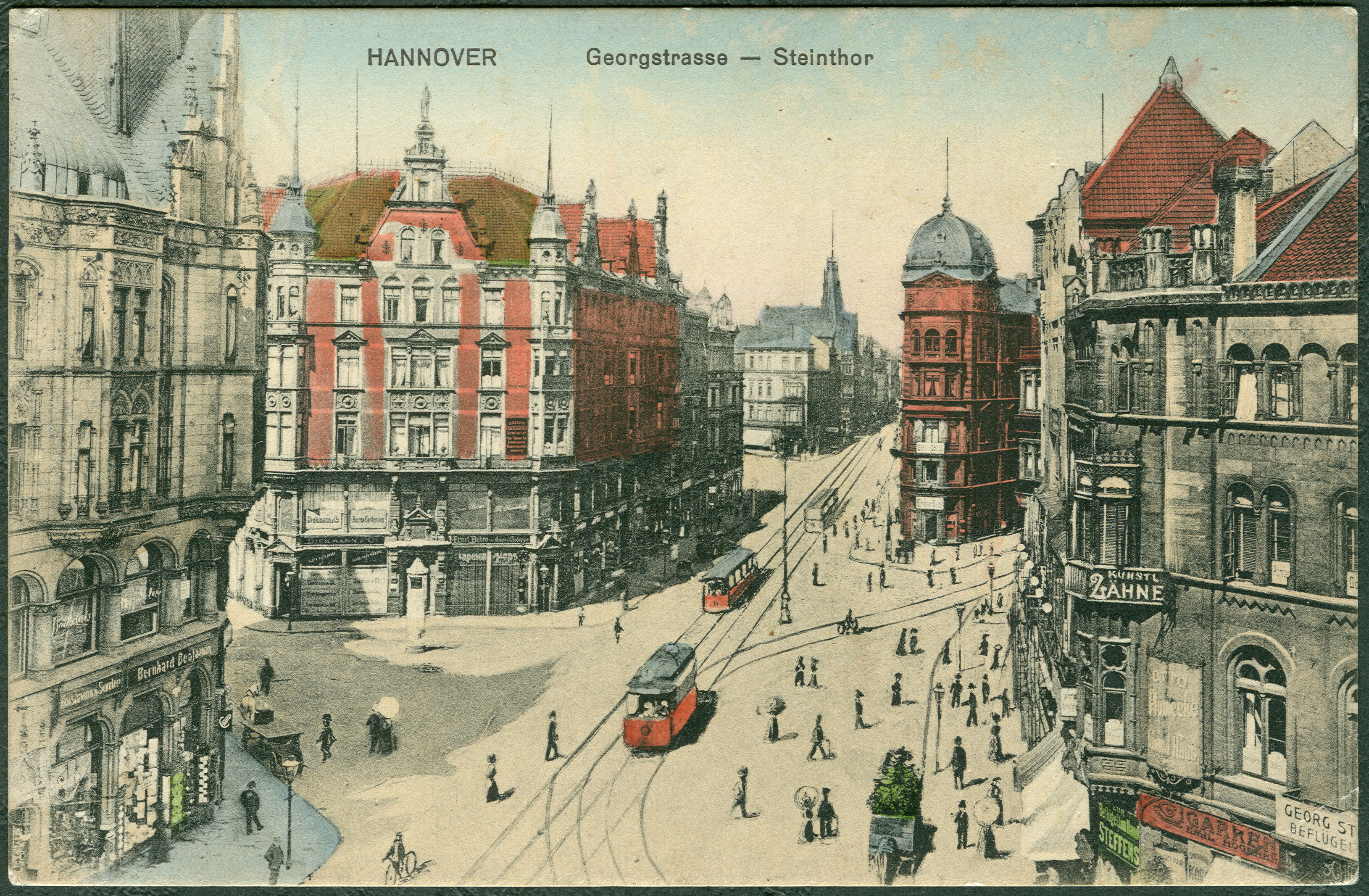
Das im Rundbogenstil mehrstöckig errichtete Haus Sternheim (ganz rechts im Bild) an der Schillerstraße Ecke Georgstraße;
kolorierte Ansichtskarte Nr. 43 der Norddeutschen Papier-Industrie, um 1905

Das Haus Sternheim in Hannover, auch Sternheim'sches Haus genannt, war ein zur Zeit des Königreichs Hannover in der Mitte des 19. Jahrhunderts für den Bankier und Bankengründer Meyer Coppel Sternheim (1805–9. November 1861) errichtetes Bank-, Wohn- und Geschäftsgebäude. Architekt des in den Jahren von 1854 bis 1856 in neuromanischen Formen errichteten Hauses unter der Adresse Schillerstraße 35 Ecke Georgstraße war Ludwig Droste.

## Geschichte und Beschreibung
Die Adresse des Baugrundstückes für das zu errichtende Haus Sternheim lautete ursprünglich Reitwallstraße 29, bevor diese 1847 angelegte und zum ehemaligen Reitwall führende Straße dann am 10. November 1859 zum 100sten Geburtsjubiläum von Friedrich Schiller auf Antrag des Schillerfeier-Komitees in Schillerstraße umbenannt wurde.
Das Haus Sternheim sollte auf dem Gelände eines ehemaligen Gartens errichtet werden, der zuvor jenseits des ehemaligen Stadtgrabens und vor der mittelalterlichen Stadtbefestigung Hannovers angelegt worden war. Aufgrund der hier Jahrhunderte zuvor erhöht gebauten Wallanlagen war das Grundstück an den Straßenfronten tiefer gelegen als mit seinen weiter zurück liegenden, ansteigenden Gartenteilen. Daher sollte später ein Entresol über dem Parterre gebaut werden; beide zusammen sollten als Geschäfts- und Wohnräume des Bauherrn dienen. Zugleich wurde so insbesondere der hintere Teil der zu vermietenden Beletage erhöht.
Die Fundierung des Hauses und seines mittels einer Durchfahrt zu erreichenden Nebengebäudes im hinteren Grundstücksteil konnte dann allerdings erst in einer Tiefe von 24 Fuß unterhalb des Straßenpflasters auf festem Grund aufsetzen, da genau an dieser Stelle früher der Haupt-Festungsgraben um die Stadt Hannover ausgehoben worden war. Auf dem Fundament wurden dann die Kellerräume mit einer außergewöhnlichen Wandhöhe errichtet, die allerdings kaum Feuchtigkeit bildeten. Der Grund hierfür lag in dem in unmittelbarer Nähe geführten Hauptkanal der Kanalisation der ebenfalls neu angelegten Ernst-August-Stadt. Dieser Kanal war so viel tiefer gelegt worden, dass vom Baugrundstück dorthin ein Abwasserrohr mit bedeutendem Gefälle gelegt werden konnte.
Aufgrund des hohen Kaufpreises des Grundstückes in bevorzugter Lage sollte das zwischen dem Haus Cohen und dem Haus Hemmerde zu bauende Haus Sternheim möglichst viel Straßenfront einnehmen und zudem vier Stockwerke hoch gebaut werden, um möglichst viel Mieterträge zu erzielen. An der stumpfen Ecke des Hauses erhielt der Bau- und Hausherr zunächst einen eigenen, separaten Eingang mit Rundtreppe für seine Räumlichkeiten, während die Mieter der Beletage und der oberen Geschosse am östlichen Ende des Hauses ein getrenntes Treppenhaus an der Hofdurchfahrt nutzen sollten.
Die Fassade des Hauses wies einen sandsteinernen Erker von der Beletage bis in die dritte Etage auf, der sich oben in Gusseisen fortsetzte. Während die erste Etage durch drei freie Altane betont wurde, erhielt die vierte Etage an einem Flachdach an der Ostseite des Hauses einen geräumigen Balkon.
Eine Besonderheit bildete die auf Wunsch des Bauherrn von vornherein mögliche Umgestaltung der anfänglichen Fensteröffnungen mit ihren seitlich  in den Sandstein eingelassenen eisernen Fensterläden. Diese Fensteröffnungen sollten nach Bedarf mit nur geringen Kosten in Schaufenster oder Ladentüren umfunktioniert werden können.

## Bankhaus Julius C. Sternheim
Das Bankhaus M. C. Sternheim ist nicht zu verwechseln mit dem – jüngeren – Bankhaus Julius C. Sternheim, das sich  unter den Inhabern Siegmund und Karl Sternheim ab 1880 am Georgsplatz 1 B fand. Dort wohnte Carl Sternheim, der Vater des gleichnamigen jüdischen Dramatikers Carl Sternheim, der dort seine Kindheitsjahre verlebte, die er später autobiographisch beschrieb.

## Ausstellungen
Eine 24,2 × 34,8 cm große Lithographie mit einem „[...] Grundriss und Detailzeichnungen des Balkons“ aus der Zeitschrift des Architekten- und Ingenieurvereins für das Königreich Hannover von 1859 (Tafel 152) wurde in einer in den 1970er Jahren präsentierten Ausstellung im Historischen Museum Hannover gezeigt. In einem Führer zur Ausstellung wurde dazu bemerkt, „[...] wie weitläufig zu dieser Zeit die Grundstücke an der Georgstraße noch bebaut werden konnten.“

## Weitere Archivalien
Weitere Archivalien zur Geschichte rund um das Bankhaus M. C. Sternheim finden sich beispielsweise
- als Gesuch des M. C. Sternheim um Erlaubnis zum Engagement des Magnus Cohen als Hauslehrer von 1840 im Niedersächsischen Landesarchiv (Standort Hannover), Archiv-Signatur  StadtA H 1 AA 5 03 Nr. 531[8][Anm. 1]
- als Fotografie des Gebäudes um 1865 angeblich von Karl Friedrich Wunder[7]